# Alfonsas Andriuškevičius (Mathematiker)
Alfonsas Andriuškevičius (* 13. Mai 1933  in Rinkūnai bei Garliava, Rajongemeinde Kaunas) ist ein litauischer Mathematiker, Politiker, Mitglied des Seimas.

## Leben
Von 1942 bis 1946 lernte Andriuškevičius in der Grundschule Garliava und von 1949 bis 1952 an der 9. Mittelschule in Kaunas. Nach dem Abitur von 1953 bis 1954 in Garliava absolvierte er von 1954 bis 1959 das Diplomstudium der Physik und Mathematik am Vilniaus pedagoginis institutas.
Von 1959 bis 1966 arbeitete er in Plungė.  Von 1971 bis 1973 promovierte er am Kauno politechnikos institutas (KPI) und lehrte ab 1973, ab 1978 als Dozent, von 1992 bis 1995 Dozent am Lehrstuhl für Mathematische Systemkunde.
1997 war er Bürgermeister von Kaunas und von 1996 bis 2000 Mitglied im Seimas.
Seit 1993 ist er Mitglied der Tėvynės sąjunga.